# Emil Hegle Svendsen
Emil Hegle Svendsen (Trondheim, 12 de julho de 1985) é um biatleta norueguês, tetracampeão olímpico e onze vezes campeão mundial. 

## Carreira
Svendsen representou seu país nos Jogos Olímpicos de 2006, 2010 e 2014, na qual conquistou a medalha de ouro quatro vezes, no individual 20 km, na largada coletiva, no revezamento misto e no 4x7,5km.